# المادة 409 من قانون التعبئة وأحواض الطعام
تنص المادة 409 من قانون التعبئة وأحواض الطعام على أن صانعي اللحوم يقومون بدفع ثمن الماشية التي يشترونها. ويتطلب الأمر قيام تجار اللحوم أو التجار الذين يقومون بشراء الماشية بالدفع بالكامل للبائع قبل نهاية يوم العمل التالي. كما تنص البند 409 (ب) على أن المشتري معفى من هذا الشرط إذا كان لدى الأطراف اتفاقيات دفع أخرى مكتوبة.